# Stödassistent
Stödassistent är en yrkestitel i Sverige för en person som arbetar med stöttande och omvårdande insatser för personer med funktionsnedsättning, inom ramen för Lagen om stöd och service till vissa funktionshindrade (LSS). Yrkestiteln är inte enhetlig över hela landet, benämningar som omsorgsassistent, habiliteringsassistent, habiliteringspersonal, vårdare inom funktionsvariation, arbetshandledare och (i viss mån) boendestödjare förekommer också för samma eller liknande arbetsuppgifter. Yrket finns inom fackförbundet Kommunals avtalsområden.
Ofta arbetar stödassistenten vid en bostad med särskild service (BmSS), en daglig verksamhet eller vid barn- och ungdomsverksamheter.
Rekommenderad utbildning är gymnasieutbildningarna på vård- och omsorgsprogrammet (VO) eller barn- och fritidsprogrammet (BF), i första hand med inriktning mot socialt arbete. Vidareutbildning till stödpedagog är ofta förekommande, genom till exempel utbildningar vid Yrkeshögskola.